# Zeljko (Sturm)
Zeljko war ein Sturmtief, das am 24. Juli 2015 über Mitteleuropa hinwegzog und teilweise schwere Schäden anrichtete. Zwei Menschen starben durch Sturmfolgen.

## Meteorologie
Das Tief Zeljko zog mit Orkanböen von der Nordsee über Deutschland und Nachbarländer. Danach zog das Tief weiter Richtung Schweden. Der DWD hatte vor orkanartigen Böen mit Stärken von rund 110 km/h gewarnt. Bis zu 100 km/h erreichte Zeljko in der Fläche schließlich.
Auf dem Brocken im Harz stürmte es in der Spitze des Sturms mit 158 km/h.

## Folgen

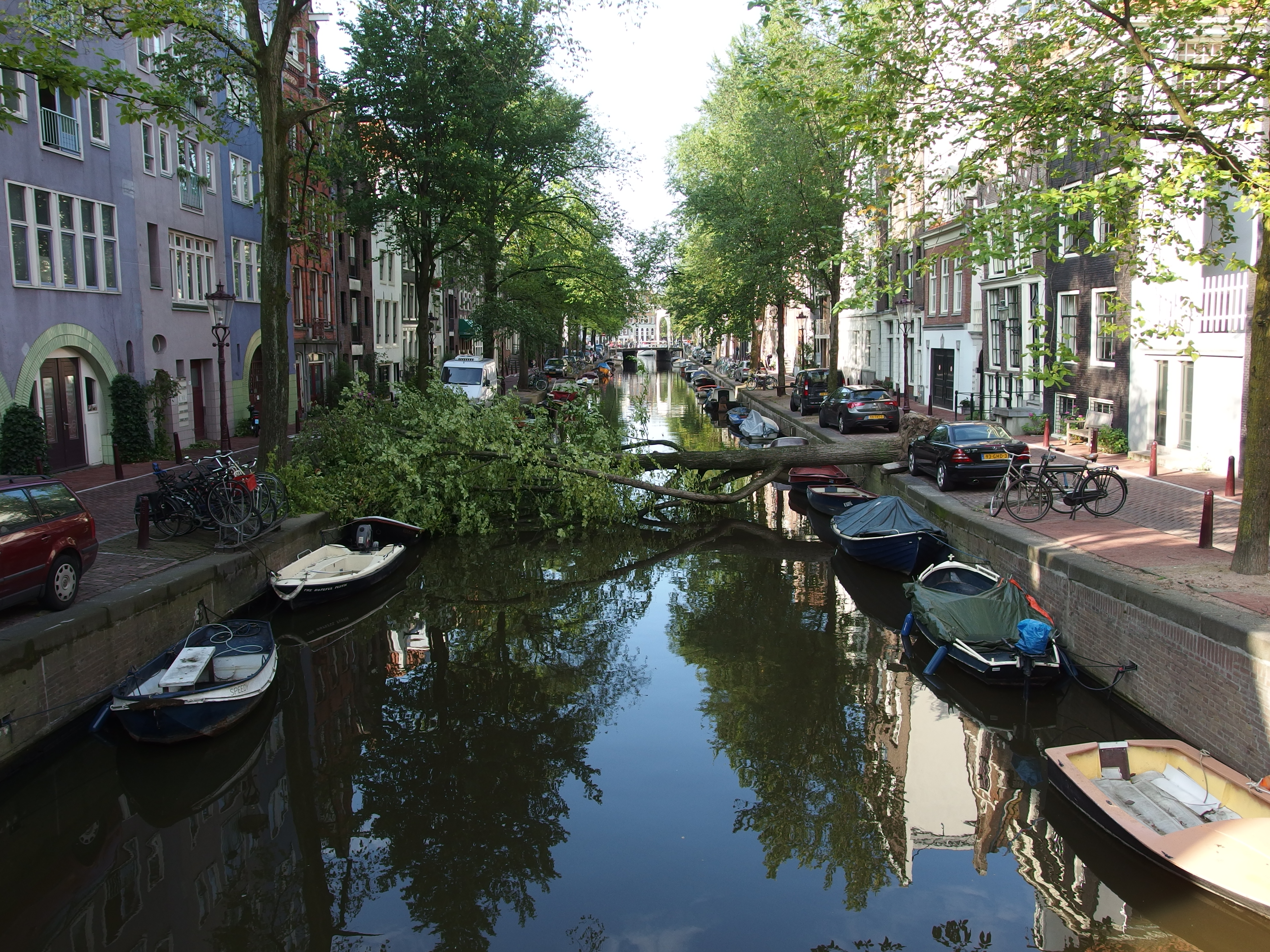
Ein infolge des Sturms umgestürzter Baum in Amsterdam

In den Niederlanden starb ein Mensch, als ein Baum auf sein Auto stürzte. In der Slowakei starb eine Frau durch einen Blitz. Etliche weitere Menschen wurden verletzt. In den Niederlanden waren Autobahnen gesperrt, der Zugverkehr blockiert und am Amsterdamer Flughafen Schiphol fielen Flüge aus.
In Nordrhein-Westfalen rückten Feuerwehr und Rettungskräfte zu mehr als 1100 Einsätzen aus. Dort wurden zwölf Menschen durch Sturmfolgen verletzt.